# Khazad
Els khazad o nans són una raça de l'univers fantàstic de la Terra Mitjana creada per J. R. R. Tolkien inspirats en els nans de la mitologia nòrdica. Són éssers antropomorfs de curta alçada però complexió forta, sempre barbuts i molt velluts, inclòs les dones, i de caràcter ferreny. La seva llengua pròpia el Khuzdul, una llengua complexa que només la fan servir per parlar-se entre ells. En Quenya són anomenats Casari i en Síndarin Hadhodrim, Naugrim o Nogothrim.

## Història
El nom de Khazad els ve donat per Aulë, el seu creador que els nans anomenen Mahal que en la seva llengua significa "el creador", que en no poder-se esperar perquè la Terra Mitjana fos habitada, s'anticipà a Eru en la creació d'uns éssers intel·ligents que l'habitessin. Va ser llavors quan Aulë els va crear en unes estances amagades en les profunditats de la terra.
Primer va crear Durin, el primer nan al qual va dedicar tots els seus esforços i habilitat per esser el primer. Després va crear sis barons més amb les seves respectives parelles, tots ells però no tan sublims com Durin. Aulë preocupat com estava pel futur dels seus fill, els creà forts, resistents i tenaços com la mateixa pedra que tan bé coneixia, de manera que fossin capaços de sobreviure a les innumerables penalitats que els esperaven, donat que durant la seva creació, Morgoth governava sobre tota la Terra Mitjana. Quan Aulë finalitzà la seva obra, amagà aquests 13 primers nans en les profunditats de les muntanyes més altes de la Terra Mitjana i secretament els va anar instruint en les arts del llenguatge, la ferreria, la joieria i la construcció. El seu petit secret passà desapercebut per tothom durant un cert temps, fins i tot per la seva dona Yavanna, però Eru omnipresent com és ho descobrí enxampant a Aulë mentre parlava als seus fills. Eru es mostrà negativament sorprès per l'actitud d'Aulë i s'ho va fer saber remarcant-li la seva impaciència i desconfiança envers els altres per haver-ho amagat a tothom. Eru li digué que el que havia creat no eren esser vius de debò, si no mers esclaus que obeirien cegament la voluntat del seu creador donat que careixíen de l'ànima que Aulë mai els podria donar. Aulë veritablement penedit per haver desobeït a Eru li digué que ell no volia esclaus ni servidor, que el que volia era poder ensenyar les seves arts als nou vinguts i tot plorant de tristor li digué a Eru que estava disposat a destruir-los si ell li ho demanava. En aquell moment precís els 13 nans reaccionaren de forma espontània plorant y demanant pietat al seu pare. Llavors Aulë s'adonà que Eru havia dotat a aquells primers 13 nans d'ànima, ja que d'altra manera no hagueren pogut mostrar por ni tristesa. Així fou com Eru en un gest de generositat acceptà els nans d'Aulë i els adoptà com a fills propis donat que comprovà que Aulë no havia actuat de mala fe. A més que tot i que els nans no eren del tot agraciats segons els paràmetres d'Eru, aquest pensà que els nans enriquirien encara més la Creació. No obstant això, Eru no havia previst la seva existència en els plans d'Arda, de manera que els adormí en un profund somni i manà a Aulë que els amagues en llocs segurs fins al dia del seu despertar, donat que primer havien de d'arribar els seus primogènits, els elfs. D'aquesta manera Aulë plorant de joia i agraint-li a Eru la seva generositat els amagà en les arrels de diverses serralades de la Terra Mitjana, esperant amb gran delit el dia en què es llevarien del seu somni.
Al més vell de tots, Durin pare dels longbeards "barbes llargues" l'amagà tot sol sota el Mont Gundabad al nord de les Muntanyes Boiroses. Als pares dels fireberards " barbes de foc" i els broadbeams "cuixes amples" els amagà tots junts al Mont Dolmed a les Muntanyes Blaves. Als pares dels stiffbeards "barbes rígides" i els ironfists "punys de ferro" els amagà també junts en una serralada llunyana al nord-est de les Muntanyes Boiroses, i als pares dels blacklocks "cabells negres" i stonefoots "peus de pedra" a unes muntanyes llunyanes al sud-est de les Boiroses.
Els Nans destaquen per la seva destresa en l'art de la ferreria i la joieria, superant en alguns aspectes fins i tot els mateixos elfs. Són els descobridors del Mithril.
Habitualment les seves relacions amb els elfs han sigut tibants, tot i que puntualment van arribar a tenir un grau de cooperació important amb alguns Noldor, pel seu interès comú i mestratge en l'art de la ferreria i la joieria. Destaca per damunt de totes les relacions entre nans i elfs, l'amistat que comparteixen Gimli i Légolas, fruit de les seves vivències en el si de la Germandat de l'Anell, al final de la Tercera Edat.
Els nans viuen generalment sota terra, com ara a les mines de Mòria (que ells anomenen Khazad-dûm), Nogrost o Belegost.

## Alguns nans importants
- Dain II
- Durin
- Gimli
- Gloin
- Thráin

Els integrants de la companyia de Bilbo Saquet a El Hòbbit
- Balin
- Bifur
- Bofur
- Bombur
- Dori
- Dwalin
- Fíli
- Gloin
- Kíli
- Nori
- Oin
- Ori
- Thorin

## Casa de Durin
En l'univers fictici de J. R. R. Tolkien, la Casa de Durin és el poble més important d'entre els nans. La Casa de Durin està formada pels descendents de Durin l'Inmortal, el primer dels Pares dels Nans que es va despertar. La llegenda explica que Durin va obrir els ulls al Mont Gundabad, i que poc després marxà cap al sud per fundar la ciutat de Khazad-dûm als vessants de les Muntanyes Boirososes. Tant el mont Gundabad com Khazad-dûm eren les seus principals de la pròspera Casa de Durin. Els orcs, però, van expulsar-los del Mont Gundabad i, temps després van perdre també Khazad-dûm quan van alliberar un bàlrog a les profunditats de les mines. Tots els nans van haver de fugir de la ciutat que va passar a ser coneguda com a Mòria (en síndarin, "Abisme Fosc"). Els nans de la Casa de Durin van establir aleshores el seu reialme d'Erébor, la Muntanya Solitària, al sud de les Muntanyes de Ferro. Uns anys després el drac Smaug els foragitava de la Muntanya per obtenir-ne els tresors i el poble de Durin quedava dispersat. La major part de la seva gent va fugir al nord a les Èred Mithrin, mentre un petit grup d'exiliats anava a l'oest cap a les ruïnes de Bélegost.

### Els reis de la Casa de Durin
1. Durin I l'Inmortal, pare dels nans. Fundador de Khazad-Dûm i primer rei.
2. Durin II
3. Durin III
4. Durin IV
5. Durin V
6. Durin VI. Va ser mort per la Fatalitat de Durin (el Bàlrog de Mòria) el 1980 de la Tercera Edat.
7. Nain I, fill de Durin VI. Últim rei de Khazad-Dûm, mort per la Fatalitat de Durin el 1981 de la T.E.
8. Thrain I fill de Nain I. Fundador d'Erébor i primer Rei sota la Muntanya el 1999 T.E.
9. Thorin I fill de Thrain I. Va fugir d'Erébor cap a les Èred Mithrin
10. Gloin fill of Thorin I
11. Oin fill de Gloin
12. Nain II fill d'Oin
13. Dain I fill de Nain II. Mort per un drac de fred el 2589 T.E.
14. Thror fill de Dain I. Va intentar reconqueriar Mòria als orcs. Mort per Azog l'Orc el 2790 T.E.
15. Thrain II fill de Thror. Rei a l'exili, va viure prop de les ruïnes de Bélegost, i va morir torturat a les masmorres de Dol Gúldur. El Senyor Fosc li prengué el darrer anell dels nans.
16. Thorin II Escutderoure fill de Thrain II. Va recuperar Èrebor, però va morir poc després a la batalla dels Cinc Exèrcits.
17. Dain II Peudeferro fill de Gror (germà petit de Thrain II). Va esdevenir Rei sota la Muntanya i Rei de la Casa de Durin després de la mort de Thorin. Va morir lluitant a la Guerra de l'Anell el 3019 T.E.
18. Thorin III Elmdepedra.